# Cerbaie
La Cerbaie est un ensemble collinaire boisé de la Toscane, à la limite du marais de Fucecchio, à l'ouest de la lagune de Bientina, au nord du fosso della Sibolla, au sud du canal Usciana et dont le sommet le plus haut se trouve près de  Montefalcone à 114 m.

## Sources
- (it) Cet article est partiellement ou en totalité issu de l’article de Wikipédia en italien intitulé « Cerbaie » (voir la liste des auteurs).